# NGC 6787
NGC 6787 је спирална галаксија у сазвежђу Змај која се налази на NGC листи објеката дубоког неба.
Деклинација објекта је + 60° 25' 3" а ректасцензија 19h 16m 10,5s. Привидна величина (магнитуда) објекта NGC 6787 износи 13,9 а фотографска магнитуда 14,7. NGC 6787 је још познат и под ознакама UGC 11424, MCG 10-27-9, CGCG 302-9, IRAS 19154+6019, PGC 62987.